# WASP-43
WASP-43 (auch Gnomon) ist ein Stern im Sternbild Sextant. Es handelt sich um einen Hauptreihenstern der Spektralklasse K mit einer scheinbaren Helligkeit von 12,5. Seine Masse und sein Radius entsprechen etwa 70 % der Werte der Sonne. Mittels Messung der Sternparallaxe mit Gaia wurde eine Entfernung von 85 Parsec (280 Lichtjahre) ermittelt. Der Stern gilt als aktiv.
Ein Planet umkreist WASP-43. Dabei handelt es sich um den Heißen Jupiter WASP-43b, der 2011 durch das SuperWASP-Programm mit der Transitmethode entdeckt wurde. Bis heute ist er einer der Heißen Jupiter, die eine besonders enge Umlaufbahn um den Zentralstern beschreiben.

## Namensherkunft
Die Bezeichnung WASP-43 bedeutet, dass dieser Stern der 43. war, bei dem das Programm Wide Angle Search for Planets (WASP) einen Planeten nachgewiesen hat.
Das Planetensystem gehörte zu den 20 Kandidaten im Jahr 2022, die durch Wettbewerb NameExoWorlds der Internationalen Astronomischen Union (IAU) einen Namen erhalten sollten. Gemäß dem Vorschlag eines rumänischen Teams besitzt WASP-43 den Namen Gnomon, wobei der Planet Astrolábos genannt wird. Die Bezeichnungen lassen sich auf den griechischen Namen für den Schattenwerfer einer Sonnenuhr und dem Astrolabium, einem antiken astronomischen Instrument, zurückführen.

## Eigenschaften
WASP-43 ist ein Stern der Spektralklasse K, der eine Masse von etwa 70 % der Masse der Sonne und einen Durchmesser von ca. 72 % des Sonnenwertes hat. Die effektive Temperatur des Sterns beträgt etwa 4025 bis 4520 Kelvin.
Generell ist der Anteil von schweren Elementen in der Atmosphäre des Sterns nicht gut bestimmt. Die entsprechenden Messungen schwanken über eine große Bandbreite. Die Metallizität bezüglich Eisen [Fe/H] reicht von −0,13 ± 0,08 über −0.010 ± 0.150 bis zu +0,29 ± 0,22. Lithium ist nicht nachweisbar, was ein sehr geringes Alter des Sterns ausschließt. Obwohl versucht wurde, das Alter des Sterns zu bestimmen, bleibt eine grobe Schätzung von weniger als 1 Milliarden Jahre recht ungenau.
Der Stern rotiert innerhalb von 15,6 Tagen um die eigene Achse, was mit dem aktuell gemessenen Sternradius auf eine Rotationsgeschwindigkeit von 2,3 km/s am Äquator hinweist, vergleichbar mit der Sonne. Die spektroskopisch ermittelte Geschwindigkeit von 2,6 km/s bestätigt diese Abschätzung. WASP-43 ist zudem einer der aktivsten Sterne, die einen Planeten beherbergen. Diese Eigenschaft ist wahrscheinlich darauf zurückzuführen, dass offenbar massereiche Exoplaneten durch ihren sternnahen Orbit ihre Wirtssterne über Gezeitenkräfte beeinflussen und die Aktivität erhöhen.

## Planetensystem
WASP-43 besitzt nur einen uns bekannten Exoplaneten. WASP-43b ist ein Heißer Jupiter mit einer Masse von zwei Jupitermassen und einem Radius von einem Jupiterradius. Daraus folgt eine mittlere Dichte von 2,3 g/cm3, 70 % größer als die Dichte Jupiters. Für eine Umrundung benötigt der Planet 19,52 Stunden. Dabei beträgt der Abstand zum Stern 0.015 AE oder fünf Sternradien. Die Vermutung, dass WASP-43b allmählich an Höhe über dem Stern verliert und schließlich hineinstürzen wird, konnte bisher nicht bestätigt werden.
| Exoplaneten | Masse (Jupitermassen) | Radius (Jupiterradien) | Umlaufperiode (Tage)      | Große Halbachse (AE) | Dichte (Jupiterdichten) | Gleichgewichtstemperatur (Kelvin) |
| ----------- | --------------------- | ---------------------- | ------------------------- | -------------------- | ----------------------- | --------------------------------- |
| b           | 2,050 +0,050−0,052    | 1,036 ± 0,019          | 0,813473978 ± 0,000000035 | 0,01504 ± 0,00029    | 2,28 +0,14−0,13         | 1426,7 ± 8,5                      |